# فرد بيتمان
فرد بيتمان (بالإنجليزية: Fred Bateman)‏ هو مؤرخ اقتصادي أمريكي، ولد في 1937، وتوفي في 10 يناير 2012.